# Paris-Roubaix 1943
Paris-Roubaix din 1943 a fost a 41-a ediție a Paris-Roubaix, o cursă clasică de ciclism de o zi din Franța. Evenimentul a avut loc pe 25 aprilie 1943 și s-a desfășurat pe o distanță de 250 de kilometri de la Paris până la velodromul din Roubaix. Câștigătorul a fost Marcel Kint din Belgia.

## Rezultate
| Loc | Ciclist                    | Timp       |
| --- | -------------------------- | ---------- |
| 1   | Marcel Kint (BEL)          | 6h 01' 32" |
| 2   | Jules Lowie (BEL)          | +0' 00"    |
| 3   | Louis Thiétard (FRA)       | +0' 00"    |
| 4   | Achiel Buysse (BEL)        | +0' 00"    |
| 5   | Albert Sercu (BEL)         | +0' 00"    |
| 6   | Camille Danguillaume (FRA) | +0' 36"    |
| 7   | Lucien Le Guével (FRA)     | +0' 36"    |
| 8   | Briek Schotte (BEL)        | +2' 00"    |
| 9   | René Adriaenssens (BEL)    | +2' 51"    |
| 10  | Joseph Goutorbe (FRA)      | +2' 51"    |